# الدويلية (القدموس)
الدويلية قرية سورية في ناحية القدموس في منطقة بانياس التابعة لمحافظة طرطوس.